# تیم دوچرخه‌سواری کلمبیا
تیم دوچرخه‌سواری کلمبیا (انگلیسی: Colombia) یک تیم دوچرخه‌سواری در کلمبیا بود.
این تیم در سال ۲۰۱۲ تأسیس و در سال ۲۰۱۵ منحل شده است.